# Сражение при Харперс-Ферри
Сражение при Харперс-Ферри (англ. Battle of Harpers Ferry) произошло 12—15 сентября 1862 года во время Мэрилендской кампании американской гражданской войны. Когда армия генерала Ли вошла в Мэриленд, её часть под командованием генерала Джексона была направлена против города Харперс-Ферри. Ли планировал захватить город и арсенал, чтобы, в частности, укрепить свои тыловые коммуникации. Потомакская армия генерала Макклелана превосходила Северовирджинскую армию почти вдвое, но Роберт Эдвард Ли рассчитывал на медлительность Макклелана и рискнул разделить свои силы.
Полковник Диксон Майлз, федеральный командующий в Харперс-Ферри, разместил свои войска возле города, вместо того, чтобы занять господствующие высоты. Самая важная позиция, Мэрилендские высоты, была очень слабо защищена — именно здесь 12 сентября начались первые перестрелки. 13 сентября южане силами двух бригад атаковали и захватили высоты. 14 сентября началась бомбардировка, и на следующее утро гарнизон Харперс-Ферри капитулировал. В плен попало более 12 000 человек — это была самая крупная капитуляция федеральной армии в ту войну. Вместе с тем, оставшаяся армия Конфедерации оказалась в тяжёлом положении и была вынуждена отступать к Шарпсбергу, однако после капитуляции гарнизона Харперс-Ферри Джексон успел своевременно прибыть на соединение с основной армией под Шарпсберг.

## Предыстория
4—7 сентября 1862 года Северовирджинская армия перешла реку Потомак и вошла в город Фредерик. Вопреки ожиданиям, южане встретили в городе холодный приём: запасы муки в окрестностях города быстро подходили к концу, ощутимого пополнения армии за счёт добровольцев тоже не произошло. Командованию армии стало ясно, что южанам придётся оставить Фредерик. Дополнительным мотивом к этому стала ситуация в городе Харперс-Ферри. Когда генерал Ли начинал Мэрилендскую кампанию, он предполагал, что как только его армия перейдёт Потомак, то противник отведёт все войска с южного берега реки к Вашингтону на усиление гарнизона, но Харперс-Ферри не был эвакуирован. Ли решил, что если теперь ему придётся оставить Фредерик и уйти в Хагерстаун, то отдельный отряд вполне сможет атаковать и захватить Харперс-Ферри, а потом присоединиться к основной армии в Хагерстауне.
9 сентября Ли вызвал Томаса Джексона к себе в штаб и изложил ему свой план стремительной атаки Харперс-Ферри. Он предложил Джексону напасть на город силами пяти дивизий с трёх сторон и вынудить его к капитуляции. Уже в ходе этого разговора в штабе появился генерал Лонгстрит и присоединился к обсуждению. В целом Джексону понравилась идея этой решительной операции, в которой он должен был действовать почти независимо. Лонгстрит же решил, что разделение армии может быть опасно. Он предложил атаковать город силами всей армии или как минимум основательно усилить корпус Джексона. По словам Фримана, решительности Лонгстрит предпочитал традиционные методы ведения войны.
Как только Джексон и Лонгстрит покинули штаб Ли, генерал составил приказ о дальнейшем наступлении, известный как «Специальный приказ № 191». Джексону было велено начать марш 10 сентября и 12 сентября подойти к Харперс-Ферри. Дивизия Джона Уокера должна была подойти к городу с востока, а дивизия генерала Мак-Лоуза — с севера. Предполагалось, что город будет взят именно дивизией Мак-Лоуза.

### Харперс-Ферри в августе-сентябре 1862 года

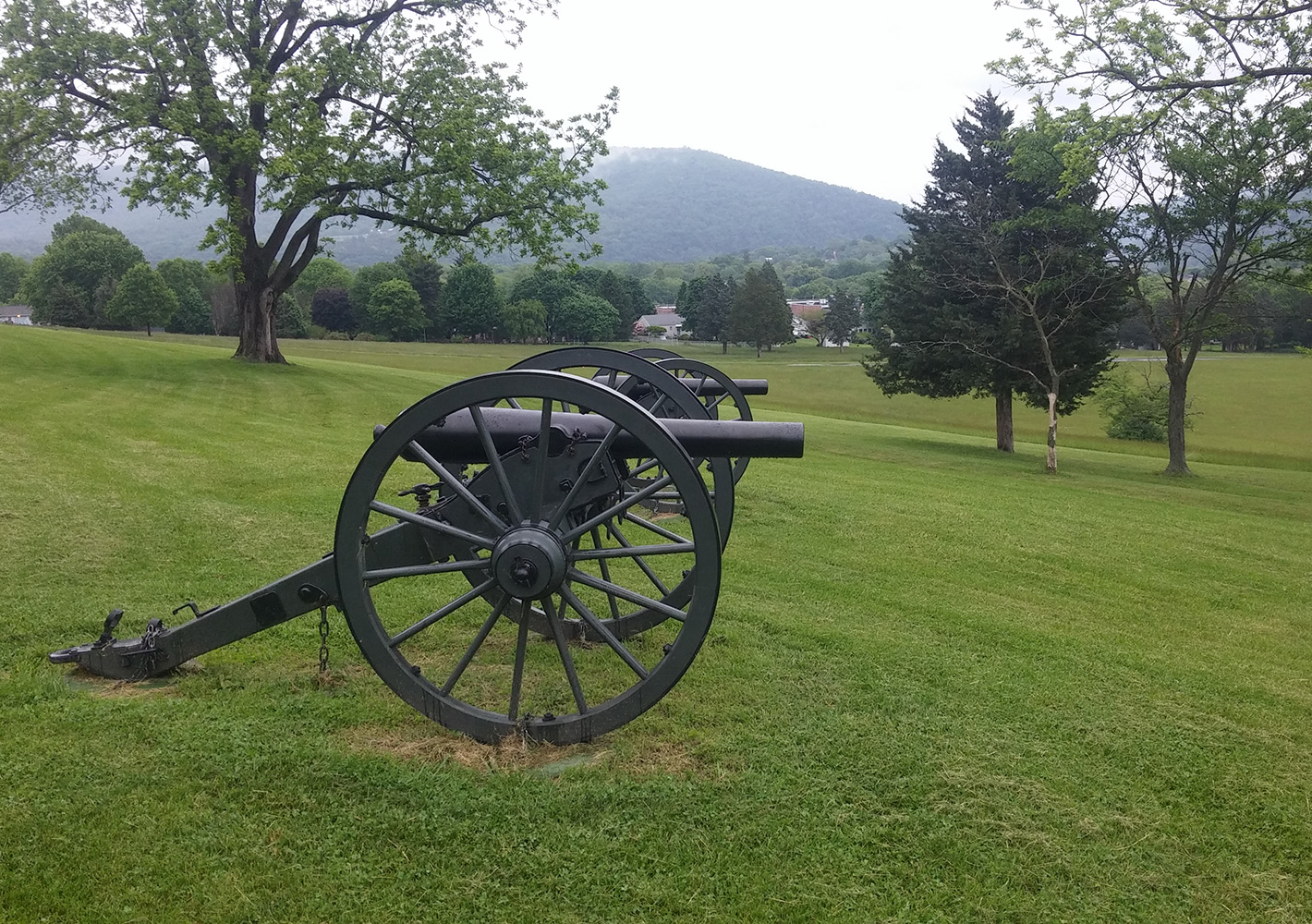
Федеральная артиллерия на Боливарских высотах. Вдалеке Лоудонские высоты.

Харперс-Ферри (Harpers Ferry, в прошлом Harper’s Ferry), представляет собой небольшой городок на слиянии рек Потомак и Шенандоа. Сам город находился на низком месте на мысу, с трёх сторон его окружают Мэрилендские высоты, Лоудонские высоты и Боливарские высоты. В городе находились арсеналы, через него проходила важная линия железной дороги и канал Чесапик—Огайо, поэтому город считался исключительно важным со стратегической точки зрения. Предполагалось также, что захватив Харперс-Ферри, южане смогут вторгнуться в Мэриленд, хотя в реальности у них оказалось много путей попадания в Мэриленд в обход Харперс-Ферри. При всей своей стратегической важности, город было совершенно невозможно оборонять, в чём командование Юга убедилось очень скоро.
29 марта 1862 года полковник Диксон Майлз получил задание разместить штаб в Харперс-Ферри и взять под охрану железную дорогу Балтимор — Огайо от Балтимора до западных границ Потомакского военного департамента. Войска Майлза были частью VIII корпуса, которым командовал генерал Вул, штаб которого находился в Балтиморе. Вул вскоре изменил Майлзу задание, поручив ему оборонять Харперс-Ферри и прилегающие участки дороги. Вул не верил в способности Майлза, но не смог найти другого офицера регулярной армии для этой должности.
Летом 1862 года помимо гарнизона Харперс-Ферри, в армии Севера существовали ещё дальние посты, в частности, в Винчестере с 26 июля стояла бригада генерала Джулиуса Уайта: 39-й Нью-Йоркский пехотный полк, 32-й Огайский, 60-й Огайский, 9-й Вермонтский, а также кавалерийские и артиллерийские подразделения. Когда в Северной Вирджинии была разбита Вирджинская армия, генерал Халлек приказал Уайту (2 сентября) оставить Винчестер, вывезти все тяжёлые орудия в Харперс-Ферри или же уничтожить их. Уайт бросил 4 орудия, взорвал боеприпасы и сжёг несколько складов со снаряжением. 4 и 5 сентября Вул сообщил Майлзу, что южане переходят Потомак и сказал, что Харперс-Ферри необходимо держать любой ценой и ни в коем случае не оставлять. 7 сентября Майлз ответил, что он готов к обороне, и на этом связь между Харперс-Ферри и штабом Вула прервалась.

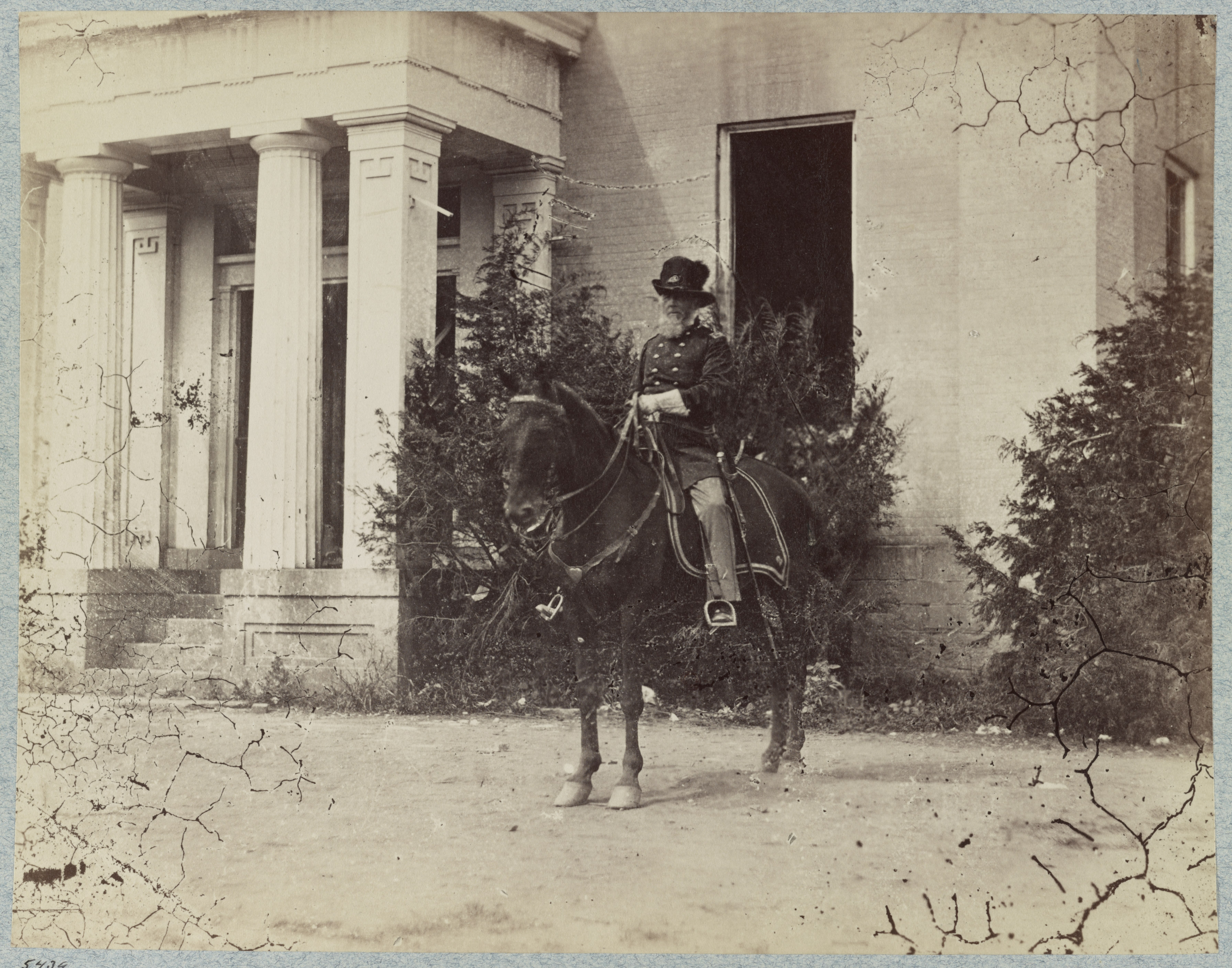
Полковник Диксон Майлз в Харперс-Ферри

Генерал Макклеллан считал, что гарнизон Харперс-Ферри не сможет удержать город, и его лучше присоединить к основной армии, или хотя бы отвести на Мэрилендские высоты, где он сможет продержаться до подхода армии. Это мнение было передано Генри Халлеку, но тот счёл его полностью ошибочным и распорядился оставить гарнизон на месте. 6 сентября произошло несколько перестрелок к востоку от города, а затем разведка донесла, что южане вошли во Фредерик. 8 сентября Майлз посетил укрепления на Мэрилендских высотах и сказал полковнику Форду, что эта позиция исключительно важна, и пока она держится, он готов отразить наступление 25-ти тысяч человек. 10 сентября пришли известия, что южане наступают на запад и перешли Южные горы. 11 сентября Майлз снова поднялся на Мэрилендские высоты и заметил войска противника в долине Плезант-Велли.
Гарнизон Харперс-Ферри 5 сентября состоял из четырёх бригад:
- 1-я бригада (правый фланг, Боливарские высоты):
  - 39-й Нью-Йоркский пехотный полк, полковник Фредерик Д’Утасси,
  - 111-й Нью-Йоркский пехотный полк, полковник Сегойн,
  - 115-й Нью-Йоркский пехотный полк, полковник Сэммон,
  - 15-я Индианская батарея;
- 2-я бригада (левое крыло, Боливарские высоты):
  - 60-й Огайский пехотный полк, полковник Уильям Тримбл,
  - 126-й Нью-Йоркский пехотный полк, полковник Элиаким Шеррилл[англ.],
  - 9-й Вермонтский пехотный полк, полковник Джордж Стеннард;
  - Батарея Поттса:
- 3-я бригада (Мэрилендские высоты),
  - 32-й Огайский пехотный полк, полковник Томас Форд[англ.],
  - Батальон 1-й Потомакской бригады,
  - 5-й Нью-Йоркский полк тяжёлой артиллерии, рота F (две 10-дюймовых колумбиады и одно 50-фунтовое нарезное орудие под командованием капитана Евгения Макграта)[10],
  - Батальон Род-Айлендской кавалерии,
  - Кавалерийский отряд капитана Рассела;
- 4-я бригада (укрепления на Кэмп-Хилл):
  - 12-й Нью-Йоркский пехотный полк ополчения,
  - 5-й Нью-Йоркский полк тяжёлой артиллерии, рота A,
  - Батарея Ригби,
  - 87-й Огайский пехотный полк, полковник Генри Бэннинг;
- Независимое подразделение:
  - 1-й Мэрилендский пехотный полк, полковник Уильям Молсби,
  - 8-й Нью-Йоркский кавалерийский полк, полковник Бенжамин Дэвис.

125-й Нью-Йоркский пехотный полк отступил из Мартинсберга в Харперс-Ферри и присоединился к бригаде Майлза.
По различным оценкам, федеральный отряд насчитывал «более 12 000» по статистике службы национальных парков, 12 737 по статистике Эйхера и 14 000 по статистике Бэйли, Рафьюза, Робертсона и Бодарта.

## Сражение

### Наступление Мак-Лоуза
Непосредственно принудить к капитуляции Харперс-Ферри должен был генерал Мак-Лоуз. Он ничего не знал о местности, на которой ему предстояло действовать, но рядом были люди, которые могли предоставить информацию. С Харперс-Ферри были хорошо знакомы генерал Ли, Стюарт, и особенно Джексон. Задание для Мак-Лоуза было непростым: он должен был занять Мэрилендские высоты и не дать гарнизону Харперс-Ферри вырваться из города на восток, но одновременно он должен был следить за своим тылом (Южными горами), чтобы не дать федеральной армии прорваться за Южные горы. Именно ответственностью задания объясняется то, что Мак-Лоузу поручили целых десять бригад.
Рано утром 10 сентября Мак-Лоуз покинул лагерь под Фредериком и к вечеру вышел к одному из проходов в Южных Горах — ущелью Браунсвилл-Гэп. 11 сентября он перешёл Южные горы, вступил в долину Плезант-Велли и к ночи встал лагерем под Браунсвиллом. На следующее утро (12 сентября) он послал бригады Кершоу и Барксдейла для захвата Мэрилендских высот, а остальные восемь бригад разместил в Плезант-Велли так, чтобы блокировать дороги из Харперс-Ферри и одновременно прикрывать восточное направление. По плану, утром 12-го Мак-Лоуз должен был уже подступить к Харперс-Ферри, но в реальности ему предстояло ещё пройти 6 миль. «Это были трудные мили», писал Фриман. Штурмовать Мэрилендские высоты с запада было невозможно. Наступающая на юг по долине армия попадала под огонь батарей с высот. Мак-Лоуз решил подняться на высоты в 4 милях севернее федеральных позиций и подойти к ним по хребту.

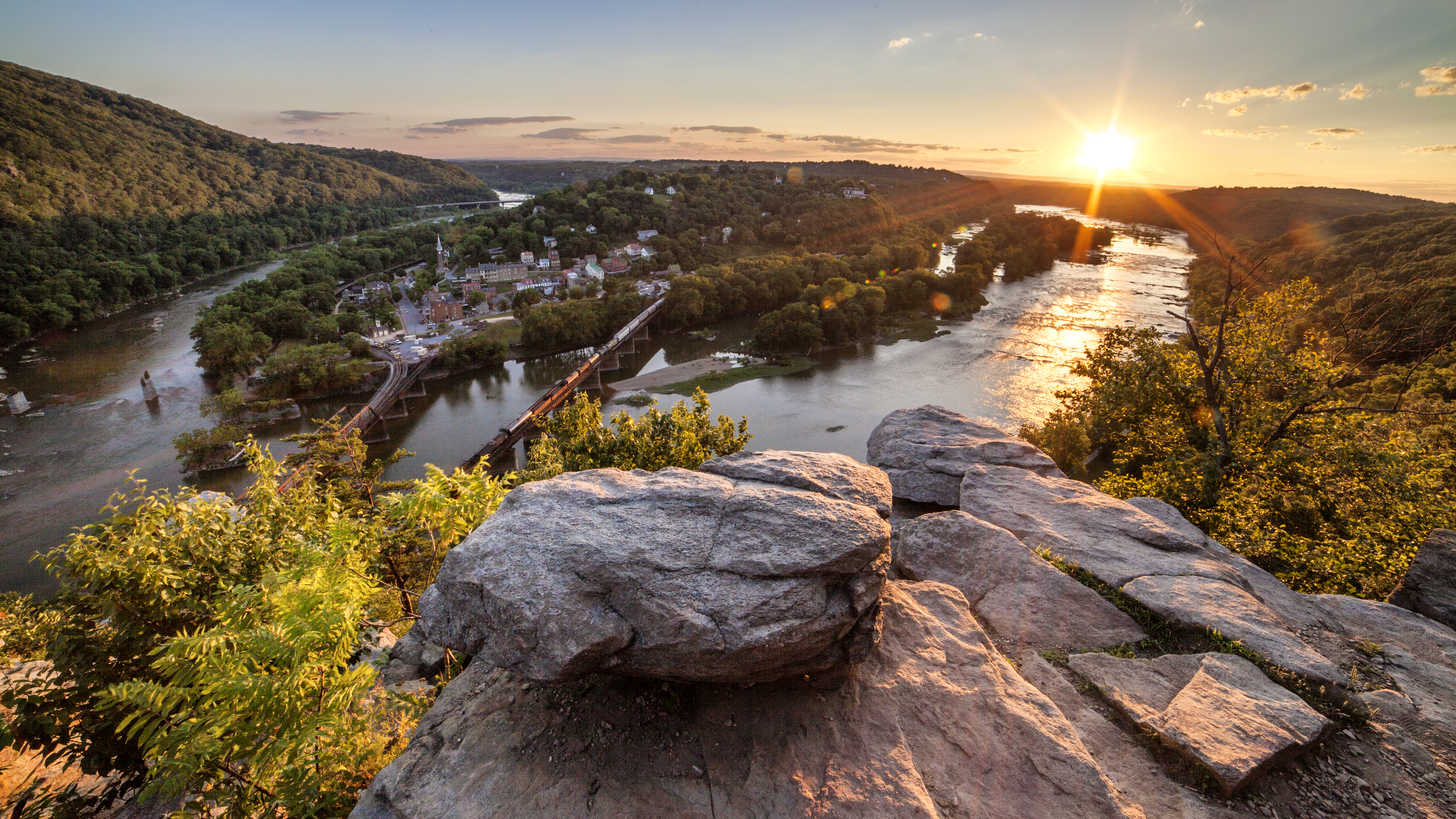
Вид на Харперс-Ферри с Мэрилендских высот

Бригада Кершоу поднялась на хребет у перевала Соломон-Гэп, прошла три мили и к ночи наткнулась на засеку. Здесь бригада осталась на ночь, а утром 13 сентября 7-й Южнокаролинский полк полковника Дэвида Эйкена перебрался через засеку и отбросил стрелковую цепь противника, но через 400 метров встретил ещё одну засеку, более сложную. 8-й Южнокаролинский полк наступал левее, но упёрся в скалы, отчего не смог принять участия в последующих перестрелках. Отступающих северян остановил и снова построил в боевую линию полковник Шерилл. По приказу Кершоу миссисипская бригада Барксдейла обошла засеку с фланга и открыла огонь по федералам (126-му Нью-Йоркскому полку). Северяне запаниковали и стали отходить к городу. В 11:00 засека была взята. Южане потеряли в этой перестрелке 35 человек убитыми и примерно 200 ранеными.
Во время этой перестрелки был ранен полковник Элиаким Шеррилл. «После ранения полковника Шерилла на высотах не осталось офицера, ответственного за оборону, — вспоминал участник сражения, — и противоречивые и сбивающие с толку приказы стали поступать один за другим. Многие рядовые были новичками, и даже не научились как следует заряжать ружья и вести огонь».
Отступление северян стало следствием неграмотной организации командования. За оборону высот отвечал полковник Томас Форд, но он даже не поднялся на высоты, передав командование майору Хьюитту. Тот же, увидев бегущих солдат, решил, что надо отступать. Майлз прибыл на позицию с подкреплениями и попытался навести порядок, и даже повёл некоторые части обратно к засеке, но попал под огонь противника и отступил. В полдень полковник Сэммон привёл 7 рот 115-го Нью-Йоркского полка и разместил их у батареи Макграта, но к 15:30 стало ясно, что противник обошёл оба фланга, и было приказано заклепать орудия и отступить. Макграт сначала отказался выполнить этот приказ, но подчинился, когда увидел, что пехота покидает его.
В это время Мак-Лоуз с остальными бригадами стал приближаться к городу по северному берегу реки Потомак и занял Сэнди-Хук. Он ничего не знал о результате наступления Джексона и Уокера, хотя курьер от Джексона сообщил, что тот должен подойти к городу в 14:00, о чём свидетельствовала также отдалённая стрельба.
Утром 14 сентября Мак-Лоуз начал прокладывать дорогу для артиллерии, в 14:00 поднял на высоты четыре орудия и открыл огонь по Харперс-Ферри. В то же время он следил за проходами Южных гор: Полу Семсу было приказано взять свою бригаду и бригаду Махоуна у встать перед ущельем Браунсвилл-Гэп. Семс обнаружил, что в 2 — 3 километрах к северу от ущелья находится ещё один проход, известный как ущелье Крэмптона. Семс отправил туда артиллерийскую батарею и три полка бригады Махоуна, которые возглавил полковник Уильям Пархам. В 14:00 Джеб Стюарт встретился с Мак-Лоузом и сообщил ему, что проходы Южных гор охраняются недостаточными силами, а федеральная армия уже приближается к ним, хотя наступает не более двух бригад.

### Наступление Уокера
Утром 10 сентября дивизия Уокера находилась в устье реки Монокаси, где пыталась разрушить акведук. Узнав, что армия покидает Фредерик, он решил присоединиться к ней в Миддлтауне, но в этот момент получил приказ идти на Мэрилендские высоты. Ближайшие переправы через Потомак уже простреливались федеральной артиллерией, поэтому Уокер дошёл до переправы Пойнт-оф-Рокс и в ночь на 11 сентября перешёл там Потомак. Из-за трудной переправы и дождя он разрешил дивизии отдохнуть 11 сентября, и только утром 12 сентября начал марш к Лоудонским высотам. 13 сентября в 10:00 он подошёл к высотам и обнаружил, что они не заняты противником. 27-й Северокаролинский и 30-й Вирджинский под общим командованием полковника Кука заняли высоты, а утром 14 сентября Уокер сам поднялся на высоты с группой сигнальщиков. 14 сентября к 08:00 Уокер поднял на высоты три Паррота батареи Френча и два нарезных орудия батареи Бренча.

### Наступление Джексона

Марш Джексона, Маклоуза и Уокера на Харперс-Ферри

Джексон выступил из лагеря под Фредериком 10 сентября на рассвете. В его непосредственном распоряжении было три дивизии (11 500 чел.): его бывшая дивизия под командованием Уильяма Старка, дивизия Юэлла под командованием Александра Лоутона и Лёгкая дивизия Хилла, которой командовал Брэнч. Сам Хилл был под арестом и следовал за дивизией в обозе. Колонна проследовала через Фредерик, при этом офицеры разыскивали карты Чамберсберга, чтобы противник поверил, что они идут в северном направлении. Колонна покинула город по дороге на Миддлтаун, прошла через сам Миддлтаун, перешла Южные горы по ущелью Тёрнера и в миле после Бунсборо встала лагерем на ночёвку.
11 сентября колона перешла Потомак у Уильямспорта. В этот момент Эмброуз Хилл понял, что приближается сражение, и через Кида Дугласа обратился к Джексону с просьбой временно, до конца сражения, вернуть его к командованию дивизией. Фриман предположил, что Джексон испытал облегчение от того, что самый опытный его командир вернётся к командованию, поэтому без всяких комментариев приказал Брэнчу сдать дивизию Хиллу.
Джексон рассчитывал захватить отряд Джулиуса Уайта в Мартинсберге, но тот успел отступить в Харперс-Ферри. 12 сентября колонна Джексона вошла в Мартинсберг. В 10:00 13 сентября авангард колонны подошёл к Боливарским высотам у Харперс-Ферри. Джексон разместил свои дивизии так, чтобы блокировать любую попытку прорыва гарнизона на запад, а затем нашёл наблюдательный пункт и стал изучать Лоудонские и Мэрилендские высоты. Он на сутки отставал от графика, и не знал, уложились ли в график Маклоуз и Уокер. Капитану Бартлетту было приказано установить контакт флажковой сигнализацией, но ответа на сигналы получено не было. Днём была слышна стрельба на Мэрилендских высотах, но на сигналы всё ещё не было ответа. Джексон решил ждать до утра, и одновременно отправил курьеров для выявления положения Мак-Лоуза и Уокера. Ночью курьеры нашли того и другого, но было неизвестно, когда Мак-Лоуз сможет поднять орудия на Мэрилендские высоты.

### 14 сентября

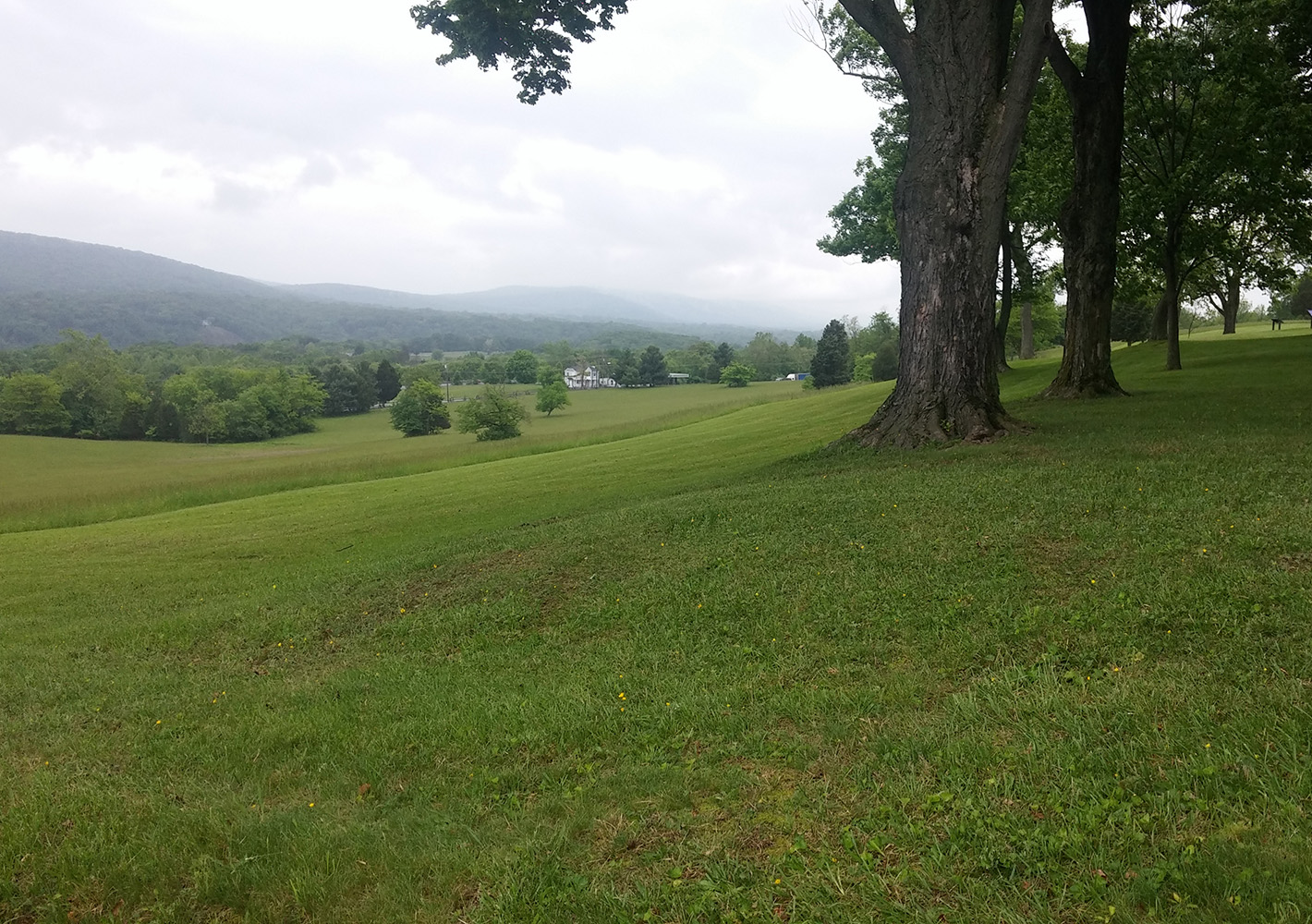
Вид на юг с Боливарских высот

Утром 14 сентября бригады Майлза удерживали мосты через Потомак, высоту Кэмп-Хилл и Боливарские высоты, которые представляли собой своего рода земляной вал с крутым западным склоном и доминировали над равнинами с запада. Правый фланг на высотах удерживали 39-й, 11-й и 115-й Нью-Йоркские полки, 65-й Иллинойсский (на правом фланге у берега Потомака), 6 нарезных орудий батареи Филлипса и 6 нарезных орудий батареи Фон Сехлена. Флангом командовал полковник Д’Утасси. Днём правый фланг этой позиции был усилен тремя тяжёлыми орудиями батареи Грэма. Левый фланг удерживала бригада Тримбла: 60-й Огайский, 9-й Вермонтский, 126-й Нью-Йоркский и батарея Ригби. Майлз не распорядился возвести укреплений на высотах, и только некоторые батареи имели небольшие брустверы. Лес перед Боливарскими высотами также не был вырублен, что позволяло южанам скрытно размещать свои силы. К вечеру 14 сентября командиры полков по своей инициативе приказали строить земляные укрепления.
Пространство между высотами и рекой Шенандоа было изрезано оврагами и покрыто лесом. Здесь был размещён 3-й Мэрилендский полк подполковника Дауни. Высота Кэмп-Хилл была укреплена траншеями на случай отступления от Боливарский высот. Здесь стояло несколько орудий и 12-й Нью-Йоркский полк ополчения.
Джексон считал позицию на высотах весьма сильной и не готов был её атаковать до сосредоточения Мак-Лоуза и Уокера. В 10:00 Уокер вышел на связь. Он сообщил, что установил на Лоудонских высотах 6 нарезных орудий, и запрашивал разрешение открыть огонь. Джексон приказал ждать. Днём он передал приказ: Мак-Лоузу и Уокеру открыть огонь по батареям и пехоте противника; Хиллу обойти левый фланг Боливарских высот; Лоутону прикрыть его левый фланг; Джонсу начать демонстрацию против правого фланга Боливарских высот. Но этот приказ не был отправлен вовремя.
В то же время начались сражения у Южной горы и в ущелье Крэмптона. Уокер услышал канонаду и получил сообщение, что противник вышел в тыл Мак-Лоуза. Он запросил разрешение открыть огонь, но не получил его. В полдень канонада стала сильнее. Уокер снова запросил разрешение стрелять, добавив что противник, по некоторым данным, выходит в его собственный тыл. В этот раз Джексон отправил сигнал открыть огонь, но он не был получен Уокером. Однако в 13:00 Уокер под свою ответственность приказал начать бомбардировку. Впоследствии он писал, что через несколько дней спросил у Джексона его мнения относительно своих действий. Джексон ответил, что тогда он не поверил, что Макклеллан действительно наступает. «Потом, после паузы, и как бы разговаривая сам с собой, он добавил: 'Я думал, что знаю Макклеллана, но этот его манёвр удивил меня'». Современные историки сомневаются в историчности такого разговора.
Бомбардировка Уокера вывела из строя несколько федеральных орудий и внесла замешательство в ряды пехоты. Полковник Уиллард из 125-го Нью-Йоркского, вспоминал, что его полк впервые оказался под огнём и в полном беспорядке отступил в овраг. Федеральные орудия открыли ответный огонь, но их скоро заставили замолчать. Через час огонь открыли орудия Джексона и орудия Мак-Лоуза. Вскоре федералы потеряли четыре орудия и два зарядных ящика, а пехота, обеспокоенная огнём с фронта и тыла, не смогла помешать выдвижению дивизии Хилла. Дивизия, смещаясь вправо, вышла к реке Шенандоа и обнаружила небольшую высоту, без укреплений и артиллерии. Бригадам Пендера, Арчера и Брокенбро было приказано взять её, бригадам Бренча и Грегга — далее обходить фланг противника, а бригада Томаса осталась в резерве. Наступая под общим командованием Пендера, три бригады быстро отбросили стрелковую цепь 3-го Мэрилендского. Генерал Уайт, заметив опасность, перебросил на помощь 3-му 9-й Вермонтский полк, а затем 32-й Огайский и батарею Ригби. Бой затянулся до темноты, и Пендер не смог взять высоту, но в руки южан попали удобные позиции, и они развернули там батареи Пеграма, Макинтоша, Дэвидсона, Брэкстона и Грэншоу.
Между тем к наступлению темноты федеральная армия захватила ущелье Крэмптона и вышла в тыл Мак-Лоузу, а в ущельях Тёрнера и Фокса она обошла фланги дивизий Хилла и Лонгстрита. В 20:00 генерал Ли приказал Мак-Лоузу оставить Мэрилендские высоты и отступать к Шарпсбергу. В 11:15 Ли написал, что займёт позицию у Кедисвилла, чтобы не дать отрезать Мак-Лоуза от линии отступления. Это означало, что Мак-Лоуз должен уйти с высот и дать Майлзу возможность вырваться из Харперс-Ферри. Он ответил, что его позиция довольно сильна и он сможет продержаться, если сам Ли отвлечёт остальную федеральную армию. Ли также написал Джексону, уведомляя его о наступлении Макклеллана и рекомендуя как можно скорее покончить с Харперс-Ферри. В 20:15 Джексон ответил, что наступление идёт успешно и он надеется на успех на следующий день.
Это сообщение заставило генерала Ли в очередной раз поменять все свои планы. Он отменил приказ об отступлении за Потомак и приказал всем дивизиям сконцентрироваться около Шарпсберга.
К ночи федеральные офицеры поняли, что оказались в критическом положении, и решили, что надо что-то делать: или вырываться из окружения или хотя бы отбить Мэрилендские высоты. Они передали свои соображения Майлзу, но тот показал им приказ Халека, где говорилось, что Харперс-Ферри надо удерживать любой ценой. Он не дал согласия отбить высоты, ссылаясь на то, что ему приказано удерживать город, а не высоты.

### Прорыв кавалерии Дэвиса

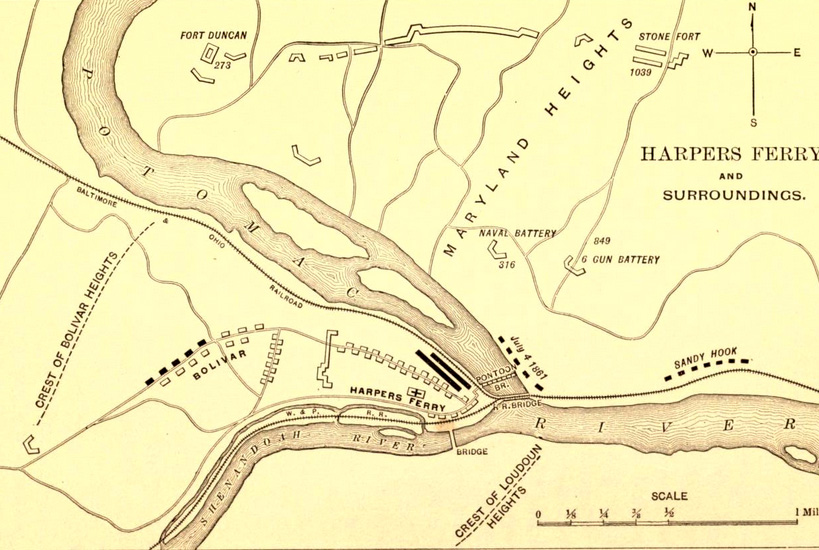
Карта Харперс-Ферри в годы войны

Кавалерией в Харперс-Ферри временно командовал генерал Уайт. Ещё 13 сентября полковник Бенжамин Дэвис, командир 8-го Нью-Йоркского кавалерийского полка, и подполковник Хэсбрук Дэвис, командир 12-го Иллинойсского кавполка, сообщили ему, что кавалерия в обороне города пользы не принесёт, запасы фуража малы, а в случае капитуляции кони и снаряжение будут слишком ценной добычей, поэтому кавалерии имеет смысл прорваться к основной армии. Вечером 14 сентября кавалерийские командиры собрались в штабе Майлза, и он согласился дать свою санкцию на прорыв, если они грамотно его спланируют. Полковник Дэвис предложил прорываться через Вирджинию к Шефердстауну, другие предлагали перейти Шенандоа и двигаться к Вашингтону, но Майлз отклонил оба предложения. После эмоциональной дискуссии Майлз велел перейти Потомак по мостам и уходить по мэрилендскому берегу. Было приказано держать весь замысел в тайне от пехотных офицеров. Уайту было предложено возглавить прорыв, но в данных обстоятельствах он решил остаться в Харперс-Ферри, а операцию возглавил полковник Арно Восс.
Когда зашло солнце, были розданы продовольствие и фураж для лошадей, весь отряд, численностью около 1500 человек, собрали на главной улице Харперс-Ферри и построили в колонну по два. Лейтенант Грин из 1-го Мэрилендского кавполка повёл колонну по понтонному мосту через Потомак, потом между каналом и Мэрилендскими высотами, а через милю повернул вправо по дороге через лес в направлении на Шарпсберг, перестроившись в колонну по четыре. По пути они встретили и рассеяли небольшой пикет противника. После этого колонна ускорилась, перейдя на рысь и галоп. Последний пикет (вероятно, часть Легиона Джеффа Дэвиса) был отброшен у моста через Энтитем, после чего отряд пришёл в Шарпсберг, где в полночь сделал остановку. Здесь стало известно, что вся Северовирджинская армия отступает к Шарпсбергу, поэтому кавалерия отправилась по бездорожью к Уильямспорту и остановилась около Сент-Джеймсского колледжа, где уже утром встретила обоз дивизии Лонгстрита, захватила его и направила на север, к Гринкаслу. Утром 15 сентября, между 9 и 10 часами, отряд пришёл в Гринкасл, приведя с собой 97 повозок, 600 пленных (по другим данным 200) и большое количество скота.
За эту операцию Дэвис получил временное звание майора регулярной армии.

### 15 сентября

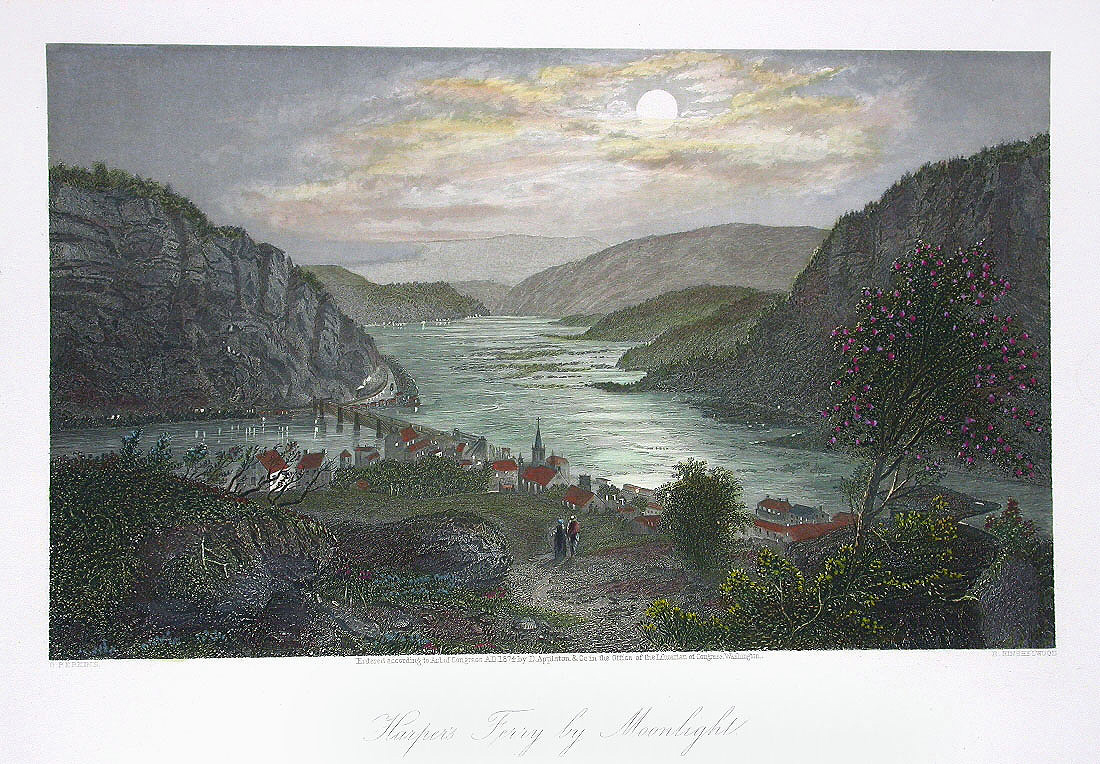
Харперс-Ферри лунной ночью, картина 1872 года

Утром 15 сентября Джексон продолжал размещать орудия. 10 орудий он отправил на правый берег реки Шенандоа, чтобы они развернулись там в батарею прямо напротив левого фланга противника. Как только немного рассвело, все орудия открыли огонь. Фриман писал, что Джексон добился мечты артиллериста: его орудия стояли именно там, где он хотел, и вели огонь именно так, как он задумывал. Он не забыл этого момента и много месяцев спустя, когда составлял свой рапорт, он точно указал позицию каждой батареи.
Бомбардировка длилась около часа, и федеральные орудия всё это время вели ответный огонь, но у батарей Филлипса и Фон Сехлена стали заканчиваться боеприпасы, у батареи Грэма закончились снаряды для 20-фунтового Паррота, и только Ригби и Поттс продолжали вести огонь. Генерал Уайт писал, что когда снаряды для дальнобойных орудий подошли к концу, капитуляция стала только вопросом времени, а продолжение обороны стало бессмысленной тратой жизней. Федеральные батареи прекратили огонь, и тогда Эмброуз Хилл также приказал остановить бомбардировку и двинул вперёд пехоту. Но федеральные орудия снова открыли огонь. Хилл решил продолжать штурм, но в это время увидел на позициях противника белый флаг.
Ещё ночью, после успешного прорыва кавалерии, федеральные офицеры предложили прорваться вслед за ней на мэрилендский берег, но Майлз категорически отказался это делать. Когда стало известно, что южане устанавливают батарею напротив флангов позиции, Майлзу снова предложили прорываться из окружения, но он ответил, что ему приказано удерживать Харперс-Ферри любой ценой. Теперь же, после того, как боеприпасы стали заканчиваться, он понял, что не сможет продержаться до подхода основной армии. Если 14 сентября ещё слышна была перестрелка в Южных горах, то к утру 15 сентября всё затихло и все надежды на спасение угасли. В 08:30 Майлз созвал бригадных командиров на совет и предложил сдаться. Почти все офицеры согласились с тем, что в случае хороших условий капитуляции следует принять их. Генералу Джулиусу Уайту было поручено начать переговоры. В это время часть батарей Джексона заметила белый флаг и прекратила огонь, но батарея Брокенбро заметила флаг только через несколько минут. Батареи на Мэрилендских высотах заметили белый флаг на Боливарских высотах, но видели, что федеральный флаг ещё не спущен на высоте Кэмп-Хилл, и продолжили обстреливать эту высоту, пока флаг не был спущен. Одним из этих выстрелов был смертельно ранен в ногу полковник Майлз.

## Капитуляция
Как только над федеральными позициями появился белый флаг, Джексон отправил штабного капитана Кида Дугласа выяснить намерения противника. Дуглас встретил генерала Уайта с группой офицеров, который сообщил, что Майлз смертельно ранен, что он, Уайт, теперь командует гарнизоном и хочет встретиться с Джексоном. Вскоре появился Эмброуз Хилл, и все вместе отправились к Джексону, который ждал их у своего штаба верхом на коне. Свидетели вспоминали, что Уайт был хорошо одет, на хорошем коне, и его штабные офицеры выглядели соответственно, Джексон же был одет плохо, и его штаб также выглядел невзрачно. Джексон заявил, что требует безоговорочной капитуляции и передал все вопросы на усмотрение Хилла. Хилл сказал, что все сдавшиеся будут условно освобождены, офицерам разрешается сохранить личное оружие и рядовым разрешается оставить при себе всё, кроме снаряжения и орудий. Также Джексон распорядился выдать пленным двудневный запас еды, хотя для этого пришлось отдать все запасы провизии в Харперс-Ферри.

## Последствия
Джексон сразу отправил курьера к Ли с сообщением: «С Божьей помощью, Харперс-Ферри и его гарнизон капитулировал». В 11:00 Джексон въехал в город для наблюдения за ходом капитуляции. Солдаты-северяне собрались по обеим сторонам дороги, желая увидеть знаменитого Джексона-Каменная-Стена. Кто-то из них, видя его грязную, поношенную форму, заметил: «Парни, он выглядит неважно, но если бы он был наш, мы бы не попали в эту западню». Кто-то из федеральных военных сказал южанам: «Если бы он был наш, мы б разбили вас в два счёта». Сам Джексон прокомментировал происходящее майору Фон Борке: «Да, это всё очень хорошо, майор, но самое трудное ещё впереди!».
Склады продовольствия достались в основном дивизии Хилла, которая в своё время не смогла принять участия в захвате федеральных складов в Манассасе. Когда дивизии Уокера и Мак-Лоуза вошли в город, им уже ничего не досталось. Один из очевидцев спустя 30 лет жаловался, что люди Джексона разобрали всё продовольствие и «напитки», а люди Кершоу, Мак-Лоуза и Уокера, на которых пришлась основная тяжесть боя, остались ни с чем.
В 15:00 дивизия Джексона вернулась в лагерь, где ей было приказано приготовить двухдневные рационы. В конце дня дивизия Лоутона выступила на Шарпсберг и к ночи встала лагерем у переправы Ботелерс-Форд. В час ночи дивизия Джексона выступила вслед за Лоутоном. Утром 16 сентября первые полки Джексона вошли в Шарпсберг, а он сам прибыл в штаб генерала Ли. С его прибытием количество бригад армии Ли увеличилось с 14 до 22. Этого было недостаточно для полноценного сражения, но они имели шанс продержаться до подхода дивизий Мак-Лоуза, Уокера и Хилла (ещё 18 бригад).
Мак-Лоуз начал отступление из долины Плезант-Велли около 15:00 15 сентября, но мосты через Потомак оказались заняты федеральными пленными, которых переправляли на северную сторону реки. Это задержало Маклоуза, и он начал переход через реку только в 02:00 следующего дня (16 сентября). Вся переправа длилась до 11 часов утра. Эзра Карман писал, что если бы Мак-Лоузу дали перейти Потомак днём 15-го, то он успел бы прибыть к Шарпсбергу утром 16-го.
Условно освобождённые федеральные военные были отправлены в Аннаполис. 87-й Огайский полк был полком, набранным на 3 месяца службы, поэтому его вернули в Коламбус и расформировали. Остальные были доставлены в лагерь под Аннаполисом (так наз. Camp Parole), откуда их 22 сентября переправили в Чикаго. Многие попали в тренировочный лагерь Кэмп-Дуглас для временного содержания. Первое время условия содержания были неплохими, но по мере ухудшения погоды стали учащаться жалобы, начались беспорядки, а 17 октября была предпринята попытка поджога лагеря. 10 ноября был расформирован 60-й Огайский полк. 22 ноября основная масса заключённых была полностью освобождена по обмену.

### Потери
Джексон одержал крупную победу малой кровью. Армия Конфедерации потеряла 286 человек — 39 убитыми, 247 ранеными. Большинство этих потерь — за время боев на Мэрилендских высотах. Федералы потеряли 217 человек — 44 убитыми, 173 ранеными. В плен попало 12 419 человек, южанам досталось 13 000 винтовок, 200 повозок, 73 ствола артиллерии. Это была самая крупная капитуляция федеральных сил за всю гражданскую войну.
Историк Эзра Карман приводит список федеральных потерь, включая пленных, по полкам:
| Полк           | Уб. офицеры | Уб. рядовые | Ран. офицеры | Ран. рядовые | пленные оф. | пленные рд. | всего |
| -------------- | ----------- | ----------- | ------------ | ------------ | ----------- | ----------- | ----- |
| Штаб           | -           | -           | 1            | -            | 6           | 1           | 7     |
| 12-й Ил. Кав.  | -           | -           | -            | 2            | 4           | 153         | 159   |
| 2-й Ил. Арт.   | -           | -           | -            | -            | 3           | 97          | 100   |
| 65-й Ил.       | -           | -           | 1            | 6            | 32          | 778         | 817   |
| 15-й Инд. бат. | -           | -           | -            | 3            | 4           | 114         | 121   |
| Бат. Ригби     | -           | -           | -            | -            | 4           | 109         | 113   |
| 1-й Мр. Кав.   | -           | -           | 1            | 2            | 1           | 19          | 23    |
| Бат. Коля      | -           | -           | -            | -            | -           | -           | -     |
| 1-й Мр.        | -           | -           | 6            | 6            | 32          | 747         | 791   |
| 3-й Мр.        | 1           | 2           | 1            | 8            | 24          | 510         | 546   |
| 8-й НЙ. Кав.   | -           | -           | -            | -            | 5           | 87          | 92    |
| 5-й НЙ. Арт.   | -           | -           | -            | -            | 9           | 256         | 267   |
| 12-й НЙ.       | -           | -           | -            | -            | 30          | 530         | 560   |
| 39-й НЙ.       | -           | -           | -            | 15           | 10          | 520         | 545   |
| 111-й НЙ.      | -           | 5           | -            | 6            | 36          | 934         | 981   |
| 115-й НЙ.      | -           | -           | 1            | 10           | 28          | 950         | 989   |
| 125-й НЙ.      | -           | 2           | -            | 1            | 38          | 881         | 922   |
| 126-й НЙ.      | 1           | 12          | 4            | 38           | 30          | 946         | 1031  |
| Бат. Поттса    | -           | -           | -            | -            | 2           | 82          | 84    |
| 32-й ОГ.       | 1           | 9           | 3            | 55           | 31          | 643         | 742   |
| 60-й ОГ.       | -           | 2           | 1            | 5            | 38          | 867         | 913   |
| 87-й ОГ.       | -           | 1           | -            | -            | 38          | 976         | 1015  |
| Р-А кав.       | -           | -           | -            | -            | -           | -           | -     |
| 9-й ВМ.        | -           | -           | -            | 3            | 30          | 714         | 747   |
| госпиталь      | -           | -           | -            | -            | -           | 1172        | 1172  |
| Всего          | 3           | 41          | 13           | 160          | 435         | 12085       | 12737 |

Потери армии Юга известны не очень точно. По утверждению Эзры Кармана, южане потеряли 41 человека убитым и 247 и ранеными, из которых большинство было потеряно во время боёв на Мэрилендских высотах. Уокер потерял 1 убитым и 3 ранеными, Джексон — 5 убитыми и 66 ранеными, а Маклоуз — 35 убитыми и 178 ранеными, но в этой статистике пропущены потери бригады Барксдейла: 2 убитыми и 17 ранеными.

### Оценки
23 сентября 1862 года была собрана комиссия для расследования причин капитуляции Харперс-Ферри. Комиссия проработала 40 дней, опросила множество свидетелей и 3 ноября составила официальный отчёт. Действия генерала Джулиуса Уайта были в целом одобрены. Комиссия отметила «бесчестное» поведение 126-го Нью-Йоркского пехотного полка, хотя историк Эзра Карман назвал эту оценку несправедливой. Действия полковника Томаса Форда были названы неграмотными, и было решено, что он показал себя непригодным к командованию, поэтому 8 ноября он был отчислен из армии. Также был отчислен и командир 126-го полка, майор Бэирд, но впоследствии обвинения были сняты и его вернули в армию.
Вынести оценку действиям Майлза было сложнее, поскольку он погиб при исполнении обязанностей. Однако все показания говорили, что именно его «бездарность, граничащая с имбецильностью» привела к «позорной капитуляции». Ещё 15 августа он не выполнил приказ генерала Вула об укреплении Мэрилендских высот, а во время атаки допустил преступное небрежение обязанностями, оставив на высотах лишь небольшой отряд. У него была почти неделя на укрепление высот, и полковник Форд запрашивал разрешения начать работы, но Майлз оставил его запрос без ответа. Было отмечено, что 12 и 14 сентября Майлз условно освободил некоторых военнопленных, которые наверняка донесли противнику сведения о тяжёлом положении гарнизона. Комиссия пришла к выводу, что часть вины лежит на генерале Вуле, который назначил Майлза на этот пост.
Комиссия также нашла вину Макклеллана в том, что он недостаточно быстро шёл на спасение города, но никак не оценила действия Халлека, который приказал гарнизону держаться до последнего. Эзра Карман писал, что комиссия и была созвана в основном для того, чтобы осудить Макклеллана. Капитан Донн Пиатт, один из членов комиссии, потом вспоминал, что уже в первые часы работ все были убеждены в виновности Макклеллана, хотя будущее показало, что основная причина неудачи — трусость и предательство гарнизонных офицеров.
Оценивая действия Джексона, Дуглас Фриман обращал внимание, что 16 сентября исполнилось три месяца с того момента, когда Джексон присоединился к Северовирджинской армии. И если в июне он заслуживал оценки «удовлетворительно», то уже в августе командовал на «хорошо», а за взятие Харперс-Ферри вполне заслужил оценки «отлично». Фриман писал, что Джексон слишком медленно шёл к Харперс-Ферри и неэффективно использовал сигнальную связь, но в остальном его действия были безупречны.